# Šumburk (Doupovské hory)
Šumburk (též Šumná) je čedičový kopec s nadmořskou výškou 545 metrů v Doupovských horách, v katastrálním území Klášterec nad Ohří v okrese Chomutov, asi tři kilometry západně od vlastního města, poblíž zaniklé osady Šumná. Na jeho vrcholku se stojí zřícenina hradu Šumburk. V geomorfologickém členění vrch spadá do celku Doupovské hory a okrsku Rohozecká vrchovina. Podle jiné klasifikace je Rohozecká vrchovina podcelkem a Šumburk v ní leží v podokrsku Miřetická kotlina.
Kopec je erozním pozůstatkem struskového kužele, tvořeného hrubozrnnými pyroklastiky na uloženinách laharů a úlomkových lavin. Z kužele vytékal směrem k severovýchodu lávový proud trachybazaltu. Součástí vrchu je vynesená ortorulová kra. Na vrcholu kopce se nachází drobné skalní výchozy.